# Doina und Ion Aldea Teodorovici

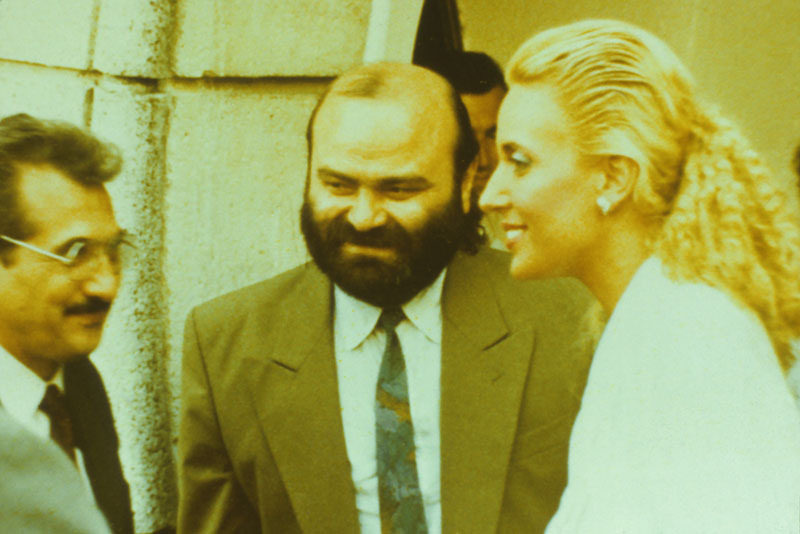
Ion und Doina Aldea-Teodorovici (1992)

Doina und Ion Aldea-Teodorovici waren moldauische Musiker und Komponisten. Mit ihren Liedern und Texten prägten sie die Nationalbewegung der Republik Moldau in den späten 1980er und frühen 1990er Jahren maßgeblich.

## Leben und Karriere
Doina Aldea-Teodorovici (* 15. November 1958 in Bukarest) und Ion Aldea-Teodorovici (* 7. April 1954 in Leova) hatten früh eine Neigung zur Musik und zum Schreiben, die sie schließlich zusammenführte. Doina war in Rumänien als Lyrikerin bekannt, während Ion als Musiker und Komponist eine bedeutende Rolle in der moldauischen Musiklandschaft einnahm. Beide heirateten und bildeten ein künstlerisches Duo. In ihrer Musik verbanden sie traditionelle moldauische Elemente mit modernen Einflüssen und schufen eine neue Ausdrucksform für das Nationalgefühl der Moldauer. Zu ihren bekanntesten Liedern zählen „Suveranitate“ (Souveränität), „Trei culori“ (Drei Farben) und „Pentru ea“ (Für sie), die in Rumänien und der Republik Moldau schnell zu Hymnen der rumänischsprachigen Bewegung wurden.

## Politische Rolle
Während der Phase der Perestroika und der nationalen Bewegung in der Sowjetunion setzten sich Doina und Ion Aldea-Teodorovici für die kulturelle und sprachliche Wiedervereinigung von Rumänien und Moldawien ein und förderten die Einführung der rumänischen Sprache als Amtssprache der Republik Moldau. Viele ihrer Lieder hatten eine starke patriotische Note. Sie waren aktive Befürworter der moldauischen Unabhängigkeitsbewegung und traten bei zahlreichen Kundgebungen und Veranstaltungen auf.

## Tod

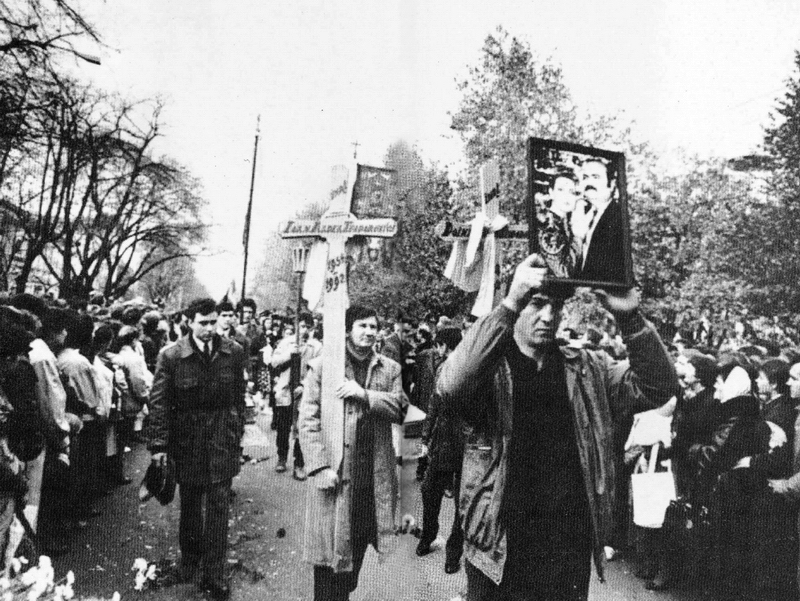
Begräbnisfeier

Doina und Ion Aldea-Teodorovici starben am 30. Oktober 1992 bei einem Autounfall in der Nähe der rumänischen Stadt Coșereni. Man vermutete, dass der Unfall möglicherweise politisch motiviert war aufgrund ihrer pro-rumänischen Haltung. Sie hinterließen einen gemeinsamen Sohn Cristofor, der das musikalische Erbe seiner Eltern fortsetzte. Das Paar ist auf dem Zentralfriedhof von Chișinău begraben.